# Високий замок (роман)
«Високий замок» (пол. Wysoki Zamek) — автобіографічний роман польського письменника-фантаста Станіслава Лема. Вперше опублікований 1966 року.
Роман оповідає про дитячі роки автора (1921—1939) і містить не тільки докладну розповідь про дитинство, але й присвячений філософському осмисленню проблем пам'яті та розвитку особистості людини, сенсу історичного процесу, аналізу феномену художньої творчості.
Найменування роману пов'язано з назвою пагорба у центрі Львова, міста, де жив письменник в описувані роки свого життя.
Помешкання, де виріс Станіслав Лем і яке він детально описує у своєму романі, знаходиться на вулиці Лепкого (в міжвоєнний період — Браєрівська). Цікаво, що невипадково в цьому ж помешканні відбувається дія роману «Дім для Дома» сучасної української письменниці зі Львова Амеліна Вікторія.

## Українські видання
- «Високий замок», переклад Лариса Андрієвська (Піраміда, 2002)
- «Високий замок», переклад Лариси Андрієвської (Навчальна книга — Богдан, 2016)